# Zethenia aritai
Zethenia aritai är en fjärilsart som beskrevs av Inoue 1971. Zethenia aritai ingår i släktet Zethenia och familjen mätare. Inga underarter finns listade i Catalogue of Life.